# Ministru al apărării al Uniunii Sovietice

## Comisariatul Poporului pentru Problemele Armatei și Marinei URSS
Comisari ai poporului:
- Vasili Bliuher 1921 – 1922
- Leon Troțki 28 august 1923 – 26 ianuarie 1925
- Mihail Frunze 26 ianuarie – 31 octombrie 1925
- Kliment Voroșilov 6 noiembrie 1925 – 20 iunie 1934

## Comisariatul Poporului al Apărării URSS
Comisari ai poporului:
- Kliment Voroshilov 20 iunie 1934 – 7 mai 1940
- Semion Timoșenko 7 mai 1940 – 19 iulie 1941
- I. V. Stalin 19 iulie 1941 – 25 februarie 1946

## Comisariatul Poporului al Marinei URSS
S-a separat din Comisariatul Poporului al Apărării în 1937, pentru a fi reunificat cu ultimul în Comisariatul Poporului al Forțelor Armate.
Comisari ai poporului:
- Piotr Smirnov 30 decembrie 1937 – 30 iunie 1938
- Mihail Frinovski 8 septembrie 1938 – 20 martie 1939
- Nicolai Kuznețov 28 aprilie 1939 – 25 februarie 1946

## Comisariatul Poporului (din15 martie1946Ministerul) Forțelor Armate al URSS
Format din unificarea Comisariatul Poporului al Marinei și a Comisariatul Poporului al Apărării.
Comisari ai Poporului (din 15 martie 1946 miniștri): 
- I. V. Stalin 25 februarie 1946 – 3 martie 1947
- Nicolai Bulganin 3 martie 1947 – 24 martie 1949
- Alexandr Vasilevski 24 martie 1949 – 25 februarie 1950

## Ministerul Armatei URSS
Format prin împărțirea Ministerului Forțelor Armate în Ministerul Armatei și Ministerul Marinei.
Miniști ai Armatei:
- Alexandr Vasilevski 25 februarie 1950 – 15 martie 1953

Miniștri ai Marinei:
- Ivan Iumașev 25 februarie 1950 – 20 iulie 1951
- Nicolai Kuznețov 20 iulie 1951 – 15 martie 1953

## Ministerul Apărării URSS
Format prin unificarea Ministerului Armatei și Ministerului Marinei.
Miniștri
- Nicolai Bulganin 15 martie 1953 – 9 februarie 1955
- Gheorghi Jukov 9 februarie 1955 – 26 octombrie 1957
- Rodion Malinovski 26 octombrie 1957 – 31 martie 1967
- Andrei Greciko 12 aprilie 1967 – 26 aprilie 1976
- Dmitri Ustinov 29 aprilie 1976 – 20 decembrie 1984
- Serghei Sokolov 22 decembrie 1984 – 30 mai 1987
- Dmitri Iazov 30 mai 1987 – 22 august 1991
- Evgheni Șapoșnikov 23 august – 21 decembrie 1991